# Deutsche Zeitung (New York)
Die Deutsche Zeitung in New York war eine Zeitung in deutscher Sprache, die von 1934 bis 1939 in New York erschien. Die Publikation unterstützte die Politik des nationalsozialistischen Deutschen Reichs und war Verbandsorgan der im Juli 1933 gegründeten Friends of New Germany, einer Vorläuferorganisation des Amerikadeutschen Bunds.

## Geschichte
Die Zeitung galt zusammen mit der Publikation German Outlook als Sprachrohr der Nationalsozialisten in den Vereinigten Staaten, auch wenn Herausgeber W.L. McLaughlin, zugleich Vizepräsident der DZ Publishing Corporation, 1934 während einer Kongress-Untersuchung (Investigation of Nazi Propaganda Activities…, 73. Kongress, 2. Sitzung.) beteuerte, dass die Deutsche Zeitung sich selbst trage und nicht durch Deutschland finanziert werde. Auch der Chefredakteur Walter Kappe musste als Zeuge vor dem House Committee on Un-American Activities (HUAC) aussagen, und wurde vom jüdischen HUAC-Vorsitzenden Samuel Dickstein befragt. Im November 1934 entging McLaughlin einer einjährigen Freiheitsstrafe wegen Verleumdung, musste sich aber dazu verpflichten, in der Deutschen Zeitung keine Hetzartikel gegen Juden mehr zu veröffentlichen.